# George Hamilton (baron du bois)
Pour les articles homonymes, voir George Hamilton et Hamilton.
 (novembre 2023).
Si vous disposez d'ouvrages ou d'articles de référence ou si vous connaissez des sites web de qualité traitant du thème abordé ici, merci de compléter l'article en donnant les références utiles à sa vérifiabilité et en les liant à la section « Notes et références ».
George Hamilton (13 avril 1781 - 7 janvier 1839) est un entrepreneur et une figure publique du Haut-Canada et du Bas-Canada.

## Irlande
George Hamilton est né à Hamwood House, dans le comté de Meath, en Irlande, en 1781. Il est le troisième fils de Charles Hamilton (mort en 1818), qui a construit Hamwood, et de son épouse Elizabeth, fille de Crewe Chetwood de Woodbrook dans le comté de Laois. Sa famille descend de James Hamilton de Finnart et est arrivée en Irlande sous le règne de Jacques VI et Ier lors des plantations en Irlande. Il est le neveu de Hugh Hamilton (en), évêque d'Ossory (en). Son cousin germain, George Hamilton de Hampton Hall, est le père de George Alexander Hamilton.

## Amérique du Nord britannique
George Hamilton arrive au Bas-Canada quelque temps avant 1807. Lui et son frère William sont des marchands qui importent du vin de Madère et vendent diverses autres marchandises. En 1809, ils se lancent dans le commerce du bois, exportant du bois et fournissant des constructeurs de navires. Un exploitant forestier n'ayant pu honorer son contrat, ils deviennent propriétaires d'un moulin à Hawkesbury, en Ontario. Le moulin est alimenté par une exploitation forestière le long de la rivière Rideau. Pendant la guerre de 1812, George Hamilton sert dans la milice québécoise et atteint le grade de major. Lorsque son frère prend sa retraite, il s'installe à Hawkesbury pour s'occuper du moulin. En 1816, il devient juge de paix et juge dans la nouvelle cour du district d'Ottawa (en) du Haut-Canada. Dans les années 1820, le ralentissement du commerce du bois entraîne des temps difficiles pour la famille Hamilton et l'entreprise vacille au bord de la faillite.
En 1830, George Hamilton s'associe à Charles Adamson Low. La scierie de Hawkesbury se développe pour devenir l'un des plus grands producteurs du pays. Bien qu'il ait eu recours à des coupes illégales sur les terres de la Couronne lors de la création de son entreprise, il fait pression sur le gouvernement pour qu'il introduise un système de licences afin de contrôler les coupes de bois sur les terres de la Couronne. Un système de redevances est mis en place et, à Bytown (l'ancien nom de la ville d'Ottawa), un acompte est perçu sur les futures redevances de coupe, ce qui favorise les exploitants les plus riches et décourage la spéculation.
Dans la vallée de la rivière Gatineau, George Hamilton contribue à l'établissement du privilège de la Gatineau (en), établi par un décret en novembre 1832 qui limite le nombre d'exploitants dans la région. Malgré les protestations, ce privilège reste en vigueur jusqu'en 1843. Hamilton et Low concluent un accord similaire dans la vallée de la rivière Rouge.

## Famille
À Québec, George Hamilton épouse Susannah Christina "Lucy" Craigie, fille de John Craigie (en) et de Susannah Coffin, fille de John Coffin (1729-1808) de Québec et cousine germaine de l'amiral Isaac Coffin (en).
Lucy Hamilton était la nièce de Margaret Coffin Sheaffe (épouse de Roger Hale Sheaffe (en)) et la demi-sœur de l'épouse de Benjamin Joseph Frobisher. En 1822 ou 1823, alors que George Hamilton et sa famille descendent la rivière des Outaouais vers Montréal, leur canoë se renverse dans les rapides et leurs trois jeunes enfants se noient. Hamilton meurt d'un rhume sévère à Hawkesbury après un voyage pour passer en revue la milice lors des rébellions de 1837-1838. Au moins six enfants lui ont survécu :
- Robert Hamilton (1822-1898) poursuit le commerce du bois de la famille : il épouse Isabella, fille de John Thomson de Québec ; ils sont parents de John Hamilton (en) ;
- George Hamilton (1824-1856), épouse Julia, fille du juge George Stephen Benjamin Jarvis (en) ; ils sont parents de George Wellesley Hamilton (en) ;
- John Hamilton (en), sénateur, président de la Merchants Bank of Canada de Sir Hugh Allan, à Montréal ;
- Henrietta Hamilton (1830-1857), épouse Andrew Thomson (1829-1907), président de la Union Bank of Canada et de la Quebec Railway, Light and Power Company (en) ; leur fils unique, George Hamilton Thomson, a épousé Hylda Graves Meredith, fille du juge en chef William Collis Meredith (en) ;
- Charles Hamilton, 1er archevêque du diocèse anglican d'Ottawa ;
- Francis Hamilton (1838-?), mort célibataire.